# Riccardo Nowak
Riccardo Nowak (Bèrgam, 16 de gener de 1885 – Bèrgam, 18 de febrer de 1950) va ser un tirador d'esgrima italià que va competir a començaments del segle xx.
El 1908 va prendre part en els Jocs Olímpics de Londres, on guanyà la medalla de plata en la competició de sabre per equips del programa d'esgrima, formant equip amb Alessandro Pirzio Biroli, Abelardo Olivier, Marcello Bertinetti i Sante Ceccherini. En la competició d'espasa per equips fou quart, mentre en les proves de sabre i espasa individuals quedà eliminat en segona ronda.